# Jérémie Colot
Pour les articles homonymes, voir Colot.
Jérémie Colot (né le 24 janvier 1986 à Villeneuve-Saint-Georges en Île-de-France) est un patineur artistique français.

## Biographie

### Carrière sportive
Vice-champion de France novices en 2000, Jérémie Colot participe ensuite à sept championnats de France élites et obtient ses meilleurs classements lors des éditions de 2006 à Besançon et de 2007 à Orléans où il se classe deux fois à la 6e place.
Sur le plan international, il participe aux championnats du monde junior en 2005 à Kitchener au Canada et deux fois au Trophée Éric Bompard en 2006 et 2007. Pour sa première participation à l'épreuve française du Grand Prix ISU en novembre 2006, il n'a appris sa sélection que trois jours seulement avant le début de la compétition. Il dira alors: "J’ai appris mardi soir, à 17h, que j’étais sélectionné pour le Trophée Bompard ! (...) J’ai d’abord cru à une blague, puis je me suis retenu de crier ! Sérieusement, j’étais très content, mais un peu stressé ! (...) J’ai entendu les spectateurs crier mon nom, c’était génial !" C'est lors de cette compétition qu'il obtient tous ses records personnels (programme court, programme long et score total).
Mais la concurrence étant très élevée dans le patinage masculin français, il n'a jamais pu être sélectionné par la FFSG (fédération française des sports de glace) pour les championnats d'Europe, les championnats du monde senior ou les Jeux olympiques d'hiver.
Il quitte le patinage amateur en 2008 à l'âge de 22 ans.

### Reconversion
Jérémie Colot poursuit sa carrière dans le monde du patinage professionnel en patinant dans des spectacles et en entraînant au CSG Dammarie-lès-lys puis aux Français volants.

## Palmarès
| Compétition                   | 2002    | 2003    | 2004    | 2005    | 2006    | 2007    | 2008    |  |  |  |  |  |  |  |
| Jeux olympiques d'hiver       |         |         |         |         |         |         |         |  |  |  |  |  |  |  |
| Championnats du monde         |         |         |         |         |         |         |         |  |  |  |  |  |  |  |
| Championnats d'Europe         |         |         |         |         |         |         |         |  |  |  |  |  |  |  |
| Championnats de France        | 19e     | 11e     | 8e      | 9e      | 6e      | 6e      | 9e      |  |  |  |  |  |  |  |
| Championnats du monde juniors |         |         |         | 11e     |         |         |         |  |  |  |  |  |  |  |
|                               |         |         |         |         |         |         |         |  |  |  |  |  |  |  |
| Grand Prix ISU                | 2001/02 | 2002/03 | 2003/04 | 2004/05 | 2005/06 | 2006/07 | 2007/08 |  |  |  |  |  |  |  |
| Trophée de France             |         |         |         |         |         | 10e     | 10e     |  |  |  |  |  |  |  |
|                               |         |         |         |         |         |         |         |  |  |  |  |  |  |  |